# August Klönne
August Klönne (* 21. August 1849 in Mülsborn; † 30. Dezember 1908 in Königsborn; vollständiger Name: August Albert Alexander Klönne) war ein deutscher Ingenieur sowie Stahl- und Brückenbauunternehmer in Dortmund. Er gründete das Unternehmen Aug. Klönne.

## Leben und Wirken

### Herkunft und Ausbildung
August Klönne wurde am 21. August 1849 in Mülsborn (jetzt Meschede) als Sohn der Eheleute Johann Nathanael Ludwig Friedrich Klönne (1811–1867) und Auguste Albertine Klönne, geborene Greve (1820–1869) geboren. Zu seinen Geschwistern zählten der Bergwerksdirektor Friedrich Wilhelm Klönne (1834–1904) und der Kaufmann Karl Engelbert Julius Klönne (1851–1882). Der Vater Friedrich Klönne entstammte einem münsterländischen Bauerngeschlecht, dass seit dem 17. Jahrhundert in Hamm ansässig war, der Großvater Johann Friedrich Nathanael Klönne (* 1775) war dort bereits Kaufmann. Friedrich Klönne war zunächst Besitzer des Ritterguts Goldschmieding bei Castrop, dann Gutspächter in Mülsborn bei Meschede und Kaufmann in Oberhausen. Alle diese Tätigkeiten hatten keinen wirtschaftlichen Erfolg, so dass er unvermögend starb. Die Mutter Auguste Klönne war die Tochter von Franz Carl Greve und Maria Antoinetta Roling und Schwester des Bochumer Bürgermeisters Max Greve.
August Klönne verließ die Schule mit der Primareife. Da sein Vater ihm aus wirtschaftlichen Gründen keine akademische Ausbildung ermöglichen konnte, begann er eine Lehre als Maschinenbauer bei der Baroper Maschinenbau AG. 

### Frühe Laufbahn
Später wurde Klönne bei der Gasanstalt Bochum angestellt und lernte dort die Produktion und Anwendung von Steinkohlegas kennen. Aufgrund seiner guten Leistungen wurde er mit der Planung der neu zu errichtenden Gasanstalt in Bochum beauftragt. Um sich weiteres praktische und theoretische Wissen anzueignen, besuchte er die Bergschule Bochum, nahm Privatunterricht bei einem Zivilingenieur und wechselte zur Kölnischen Maschinenbau AG nach Bayenthal.
Mit 24 Jahren wurde er 1873 zum Vorstand der Gas- und Wasserwerke der Dortmunder Union berufen. Im folgenden Jahr erfand er Verbesserungen zur Befeuerung von Gaserzeugungsöfen, die nach seinem System kurz darauf auch in Dortmund, Wesel, Barmen, Elberfeld, Hannover, Eisenach und Turin erbaut wurden. Hierdurch stieg seine Bekanntheit in Fachkreisen, und mehrere Städte versuchten, ihn als Leiter ihrer Gaswerke zu gewinnen. Er bildete sich auch in dieser Zeit privat weiter.

### Selbstständigkeit (Aug. Klönne)
Am 1. Juli 1879 machte sich Klönne jedoch mit einem Ingenieurbüro und den unter seinem Namen erteilten Patenten selbständig. Er entwickelte zahlreiche Verbesserungen, die bei der Erzeugung von Kokereigas nützlich waren. Die RWTH Aachen bot ihm daraufhin – als Nichtakademiker und im Alter von 30 Jahren – einen Lehrstuhl für Maschinenwesen und Hüttenkunde an, den er jedoch ablehnte. Für die Herstellung der beim Gaswerksbau benötigten Eisenkonstruktionen hatte er zunächst Werkstätten gepachtet. Im Jahre 1886 kaufte er dann die Werkstätten der Dortmunder Brückenbau-Aktien-Gesellschaft auf. August Klönne erweiterte die Produktionspalette um den Bereich Brücken- und Eisenhochbau: er baute Gasbehälter, Wasserbehälter, Eisenbahnbrücken, Bahnhofshallen, Schleusen, Wehre und Schiffshebewerke. In Kooperation mit der TH Hannover und TH Berlin konstruierte er den ersten oberirdischen Gasringbehälter. Auch die ersten Horizontal- und Vertikalkammeröfen waren Klönnes Konstruktionen. Daneben blieb er seinem ursprünglichen Geschäftsfeld treu und entwickelte zahlreiche Apparaturen zur Behandlung von Kokereinebenprodukten.

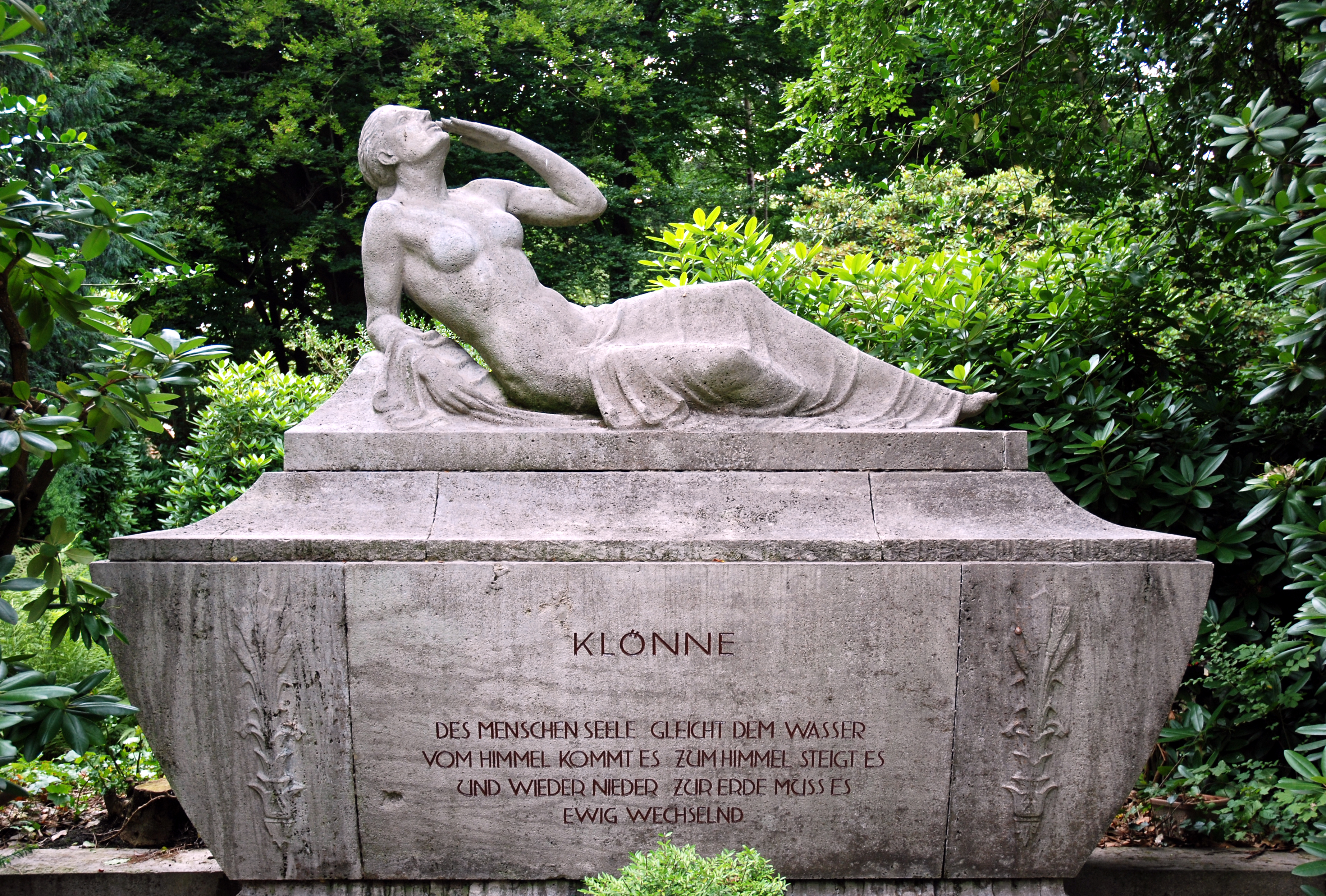
Familiengrab Klönne, Ostenfriedhof Dortmund

1892 kaufte Klönne die 1867 gegründete Adlerbrauerei in Unna, die 1922 mit der Lindenbrauerei vereinigt wurde. Als Brauereibesitzer wurde auch eine Biermarke nach ihm benannt. Nachdem er 1902 ein Gasthaus im Iserlohner Ortsteil Hennen gekauft hatte, wurde das dortige Hausbier Klönne’s Hennener genannt.
August Klönne starb am 30. Dezember 1908 im Alter von 59 Jahren in seiner Villa in Königsborn (jetzt Unna, Friedrich-Ebert-Str. 60) und wurde in der Familiengruft auf dem Ostenfriedhof Dortmund beigesetzt. Sein Unternehmen wurde von den Söhnen Max und Moritz fortgeführt und trug bis zur Übernahme durch die Thyssen-Röhrenwerke AG den Namen des Firmengründers.

### Weitere Engagements
Abseits des Engagements für seine Unternehmen war er im Aufsichtsrat der Nationalbank und in der Mitgliedervertretung der Gothaer Lebensversicherungsbank tätig. In seiner Heimatstadt Dortmund nahm er keine öffentlichen Ämter an, wirkte jedoch im Stillen als Wohltäter für Kirchen, Kranken- und Waisenhäuser. Er war Mitglied des Vereins Deutscher Ingenieure (VDI) und des Westfälischen Bezirksvereins des VDI. Klönnes Leidenschaft galt der Pferdezucht, er unterhielt einen eigenen Rennstall an der Galopprennbahn Hoppegarten und war Förderer der ersten Dortmunder Pferderennbahn.

## Familie
Aus der 1874 geschlossenen Ehe mit Gertrud Haverkamp (1846–1922), Tochter des Bernhard Haverkamp (1810–1847), gingen neun Kinder hervor, darunter die Zwillinge Max (* 17. Dezember 1878; † 14. April 1945) und Moritz Klönne (* 17. Dezember 1878; † 13. Januar 1962). Vier der gemeinsamen Kinder starben schon früh.